# Почекуево (Шипицынское сельское поселение)
Почекуево — упразднённая деревня в Большереченском районе Омской области России. Входила в состав Шипицынского сельского поселения. Исключена из учётных данных в 1998 г.

## География
Располагалась между озёр Чистое и Такташино, в 7,5 км к западу от деревни Кирсановка.

## История
Основана в 1818 г. В 1928 году состояла из 26 хозяйств. В административном отношении входила в состав Осихинского сельсовета Большереченского района Тарского округа Сибирского края.

## Население
По переписи 1926 г. в деревне проживал 131 человек (60 мужчин и 71 женщина), основное население — русские

## Хозяйство
По данным на 1991 г. деревня являлась бригадой совхоза «Кирсановский».